# Ehemaliger NATO-Übungsplatz Siegenburg
Das Naturschutzgebiet Ehemaliger NATO-Übungsplatz Siegenburg liegt   im niederbayerischen Landkreis Kelheim westlich von Daßfeld auf dem Gebiet des Marktes Siegenburg.
Nordöstlich verläuft die B 299. Östlich erstreckt sich das rund 25 ha große Naturschutzgebiet Binnendünen bei Siegenburg und Offenstetten, verläuft die B 301 und fließt die Abens.

## Bedeutung
Das rund 273,7 ha große Gebiet mit der Nr. NSG-00755.01 wurde im Jahr 2015 unter Naturschutz gestellt.